# Gastronomía de Guinea Ecuatorial
La gastronomía ecuatoguineana es la cocina de este país africano que se basa en las tradiciones culinarias de las distintas tribus nativas, como los annobonenses, los bubis, los fang o los ndowés, con influencias de otras gastronomías africanas como la nigeriana, la camerunesa y también de la cocina española, pues fue colonia de este país, así como de la cocina criolla. Los platos ecuatoguineanos se caracterizan por fuertes sabores, combinaciones exóticas y mucho picante.
Aunque las recetas varían de una comunidad a otra, los ingredientes son los mismos para todas las etnias. Predominan sopas y guisos. Los tubérculos como la yuca o el ñame son la base de la dieta en Guinea Ecuatorial. Hervidos o fritos son el acompañamiento tradicional. El clima tropical favorece el cultivo de multitud de verduras como la berenjena o frutas como las atangas, y de las selvas se obtienen desde hierbas aromáticas hasta animales salvajes. Teniendo en cuenta la pesca es el medio de vida para buena parte de los ecuatoguineanos, no es raro que el plato insignia del país sea el pepesup, una sopa de pescado picante. Las comidas generalmente se basan en salsas guisadas. También son comunes los diferentes «envueltos» en hoja de plátano. Los platos se suelen acompañar con arroz o yuca, malanga o plátano fritos o hervidos. En cuanto a postres, cabe destacar el akwadu, y de bebidas, el topé (vino de palma) y la malamba.
Lo que en este país se conoce como «chocolate» o modica es en realidad la semilla del mango africano (también llamado ogbono) que se vende en polvo o en piedra. La agricultura está poco tecnificada y se da más habitualmente el cultivo en pequeñas fincas. Por desgracia, aún hay una gran cantidad de la población que solo se puede permitir una comida diaria, pero se preparan abundantes banquetes cuando se celebran eventos especiales como bodas.

## Influencias
De la cocina española ha heredado el gusto por el dulce, la técnica del adobo, las tapas, así como varios platos como la tortilla de patatas, que se suele servir de desayuno en los cafés. Con la cocina camerunesa comparte numerosas recetas, destacando el ndolé (bitalif en Malabo). Los comerciantes portugueses trajeron el cacahuete y la yuca de Brasil, alimentos fundamentales en las gastronomías afrooccidentales. De América se importaron otros ingredientes notables, como el tomate o el maíz. En la Guinea Española fue importante el café y el cacao, aunque hoy en día su producción ha decaído enormemente.
Si bien cada etnia tiene sus propias tradiciones culinarias, también existen platos que se han popularizado entre todos los guineanos, independientemente del grupo étnico. Así pues, comenta el autor Francisco Zamora Loboch: «en Malabo se come muy bien y te puedes encontrar a un chef bubi preparando un mandja (guiso de procedencia fang, a base de hojas de manyoca prensada), a un fang preparando pixoj (pan de yuca annobonés) y un criollo dándole duro al bocao (hervido bubi de verdura)».

## Ingredientes

### Vegetales
Los alimentos básicos de esta cocina son la yuca y otras plantas tuberculosas comestibles como la batata, el ñame, el enviuñ o la raíz de dahlia. De la malanga se distinguen la malanga cubana, traída de América y la malanga bubi (bihem o bijëem), y en ambos casos se come tanto el tubérculo como las hojas. También se consumen verduras como el ocro (u ocra, o betatamu), la lechuga, la zanahoria, el tomate, el maíz... etc., aunque la agricultura no está muy extendida. El arroz y la pasta son otros productos alimenticios importantes. 
A diferencia de otros países africanos de la zona, se consumen en Guinea muchas frutas tropicales como el coco, la papaya, el plátano, el frutipán o la piña. El mango es conocido como mangüeña, la guayaba como guebá, el aguacate como pia y la guanábana como sawasawa. Se diferencian las bananas que son dulces y se come como postre, y el plátano, que se refiere al plátano macho o de freír. Algunas frutas desconocidas fuera de África tropical, pero que son comunes en Guinea, son: el chubé, el loutrot, la pera africana (sawaplom), la djaka...etc.

Frutas y verduras de Guinea Ecuatorial
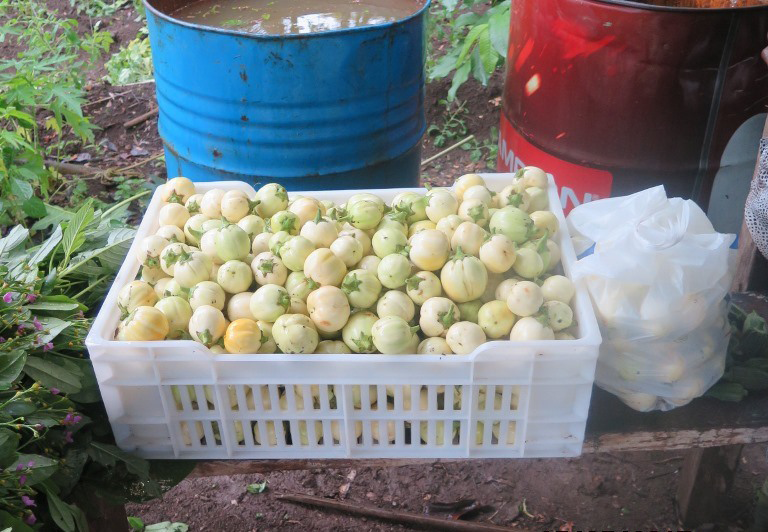
Berenjena blanca africana (Solanum macrocarpon)
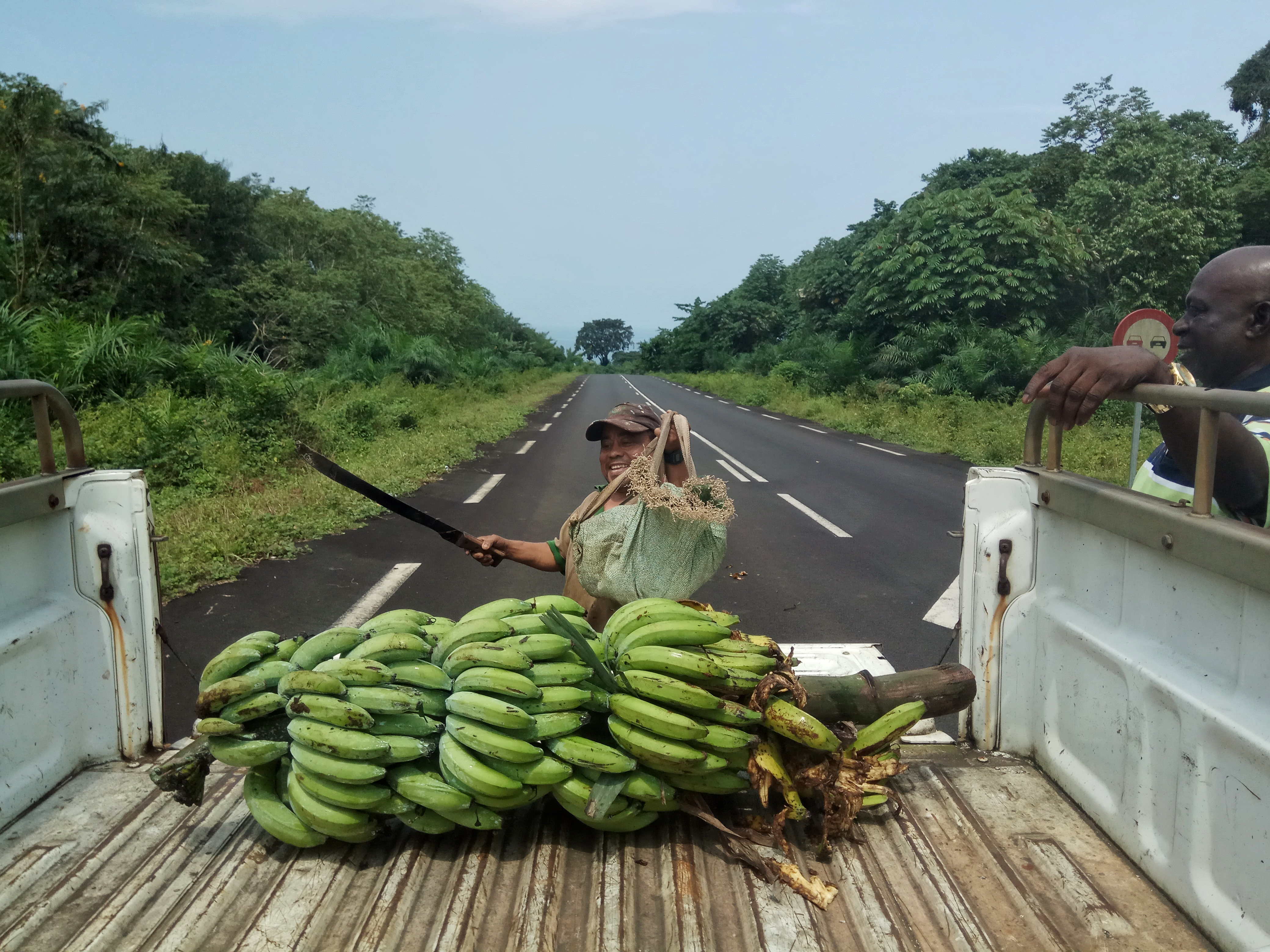
Platanero recién cortado rumbo a Batete
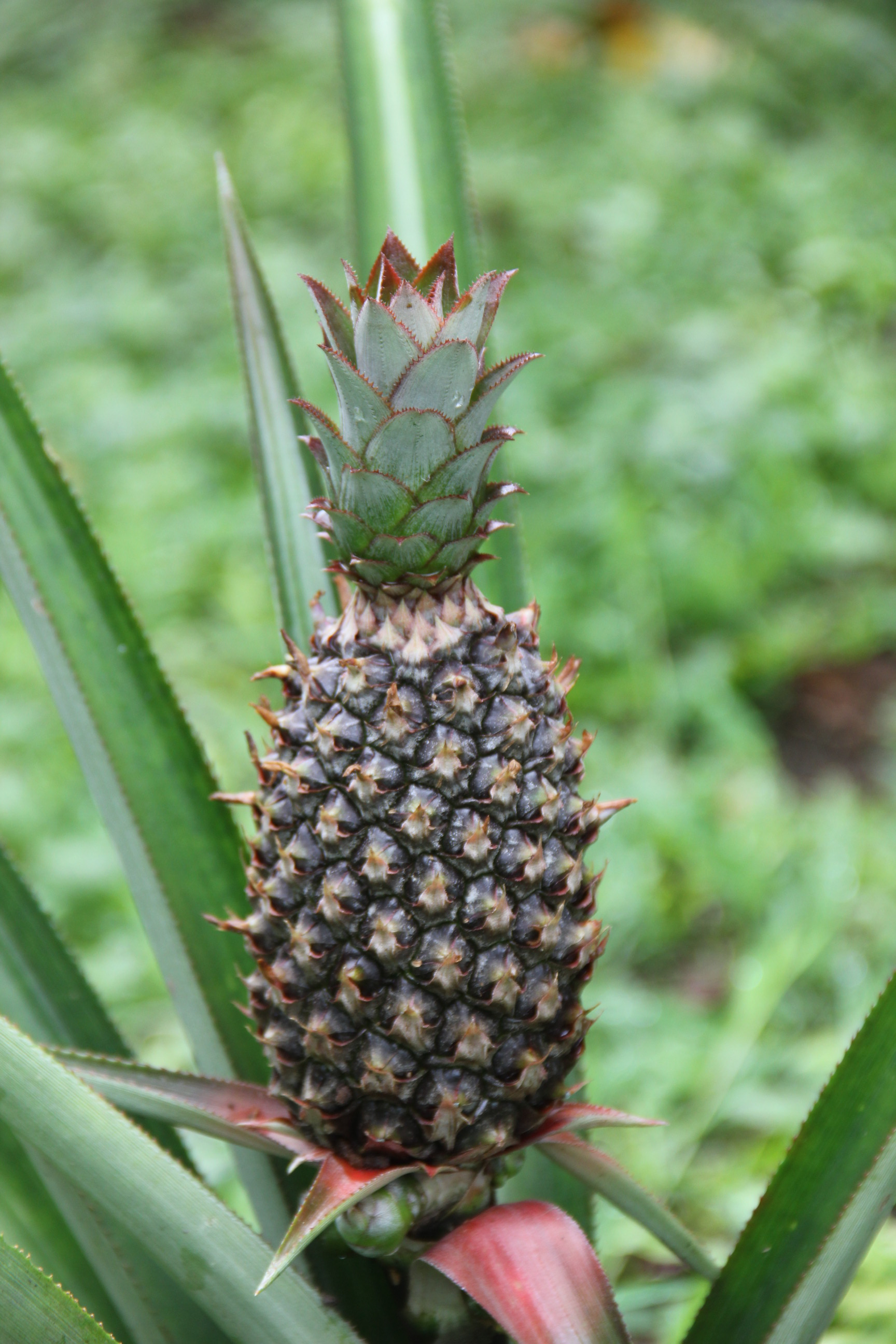
Piña en Basupú, Bioko
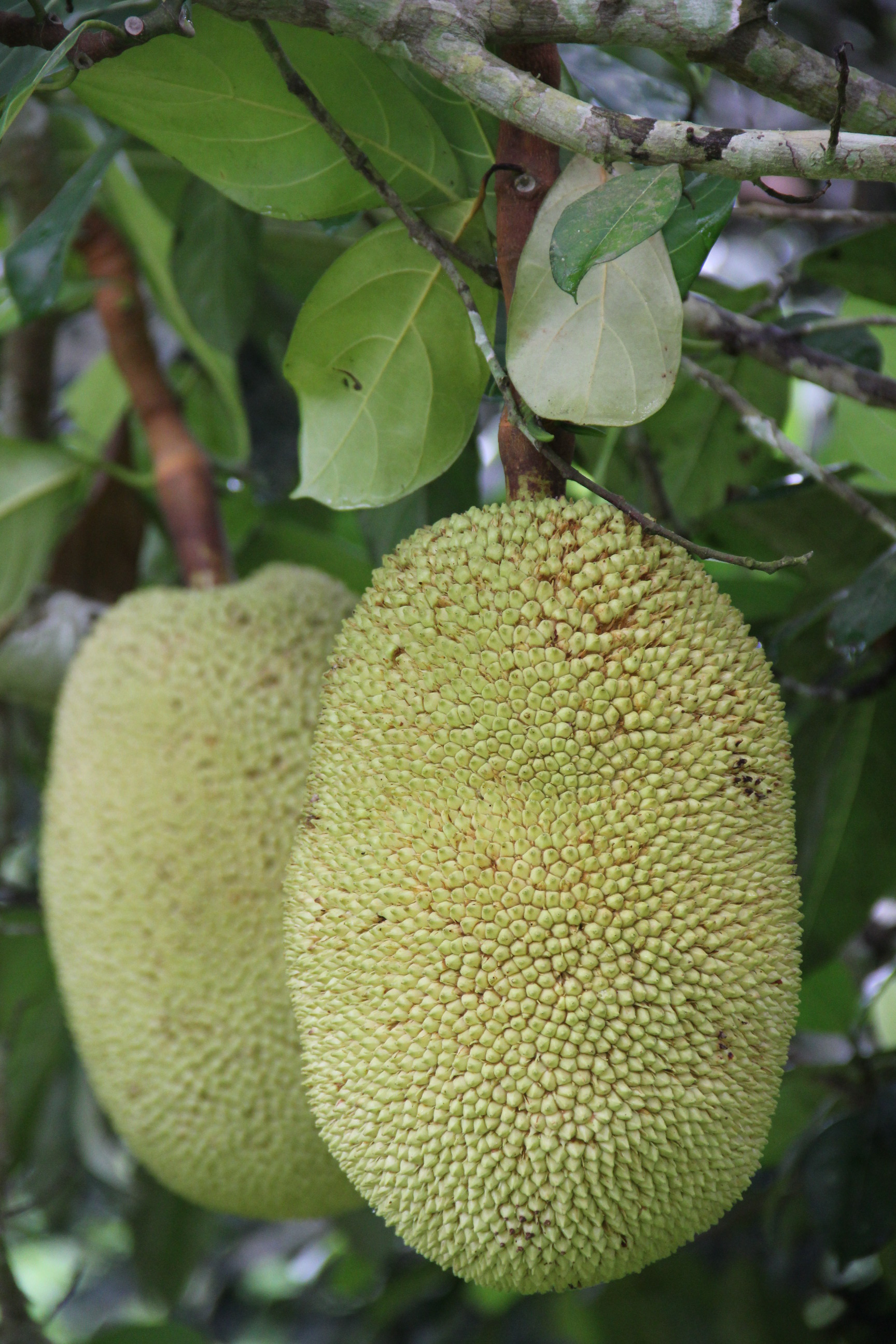
Plantación de djaka en Malabo
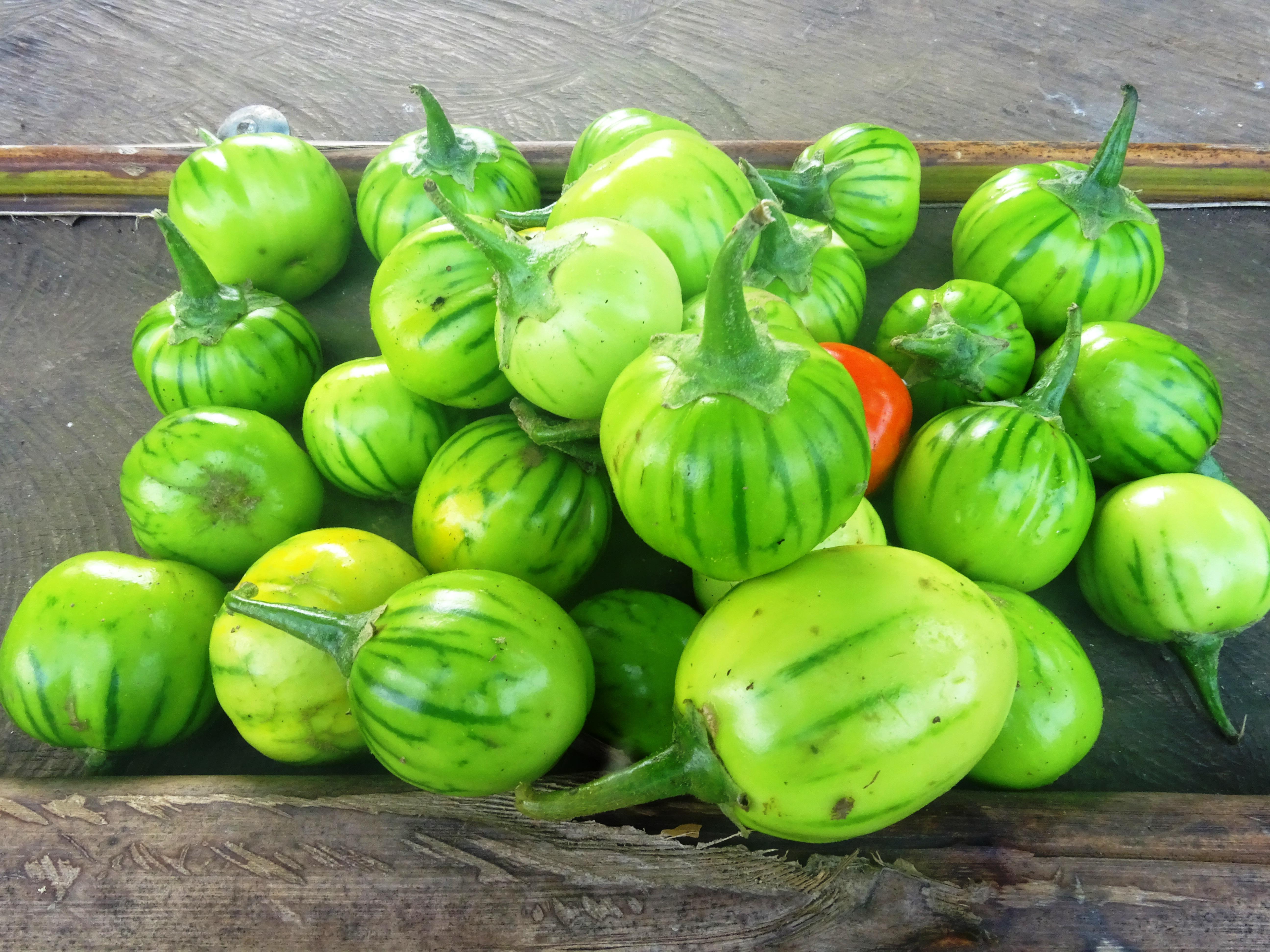
Berenjena djakató (llamada djihi’ri en bubi)

### Carnes y pescados
Prevalecen los pescados, frescos o ahumados, como el chicharro, varios tipos de pargo, el congrio de Guinea, el burro o el emperador atlántico. En las áreas costeras existe una amplia variedad de productos del mar, como el tiburón llamado cazón lechoso (neodja en fang), la raya látigo (ñung), las langostas, un tipo de gamba llamada camarón guineo (nguas) así como jaibas y caracoles como el bilolá. En el sur de Bioko, concretamente en Ureca, existe la tradición de comer tortugas marinas y sus huevos, y en Annobón se puede encontrar la carne de ballena tras la caza de ballenas.
En cuanto a carnes de animales domesticados encontramos la carne de pollo o la de cabra como más comunes, y también cebú o vaca. No obstante, son igualmente frecuentes las carnes silvestres que se cazan en los distintos entornos selváticos, como el antílope o duiker azul, el cocodrilo, la gacela, el grombif, el mono, varios tipos de aves como el tucán, así como también murciélagos, pangolín, tortuga, serpiente... etc. Mientras que los bubis suelen consumir pangolín arborícola (más pequeño), los fang prefieren pangolín gigante. Las carnes silvestres se hacen en salsa de tomate. El chucu-chucu o puercoespín africano es una carne grasa que se suele preparar en una salsa de cacao. Por motivos de seguridad alimentaria, las autoridades han prohibido la venta de estas carnes en mercados, por lo que su consumo está en declive.

Carnes y pescados de Guinea Ecuatorial
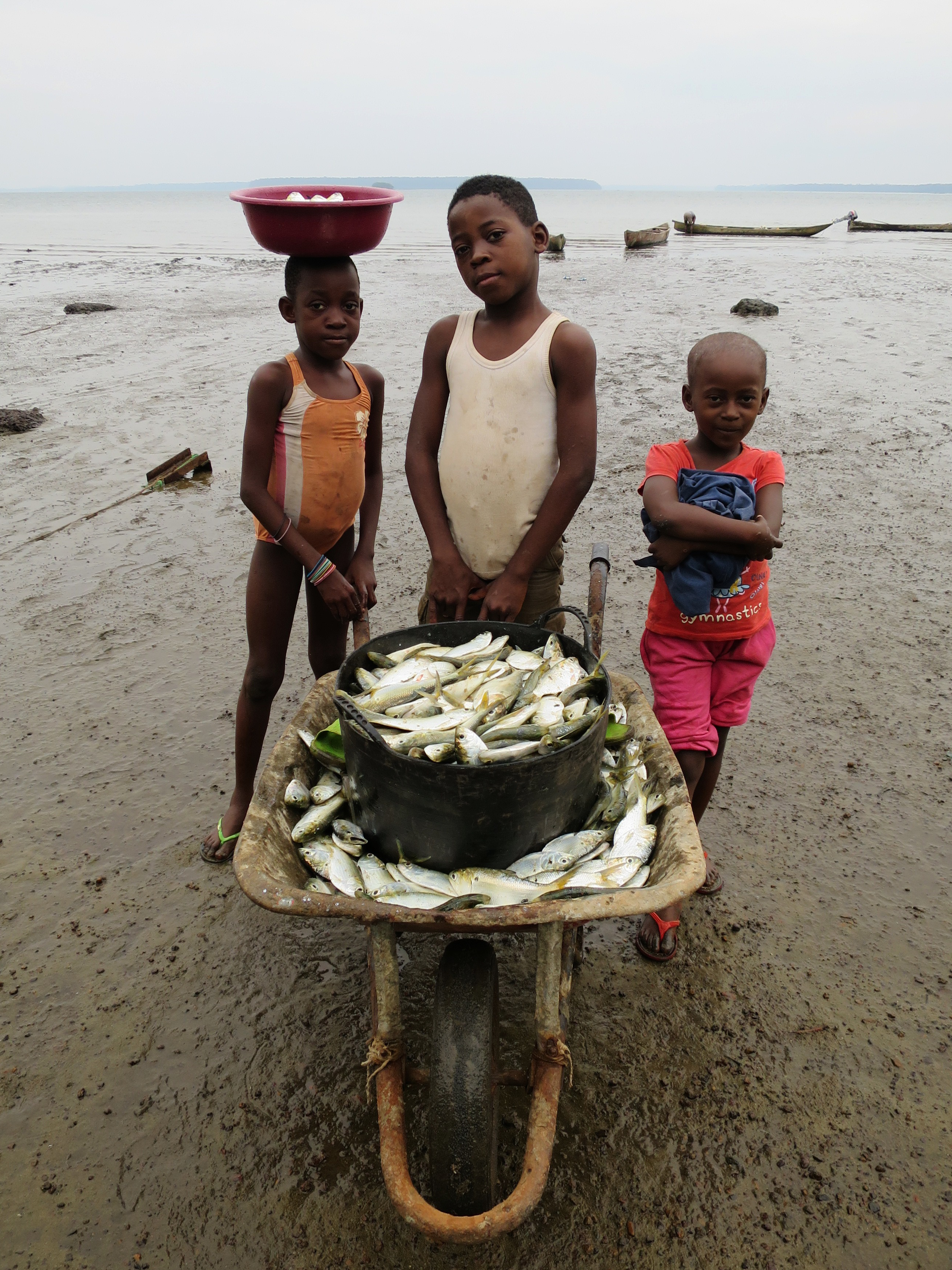
Niños pescadores en Kogo
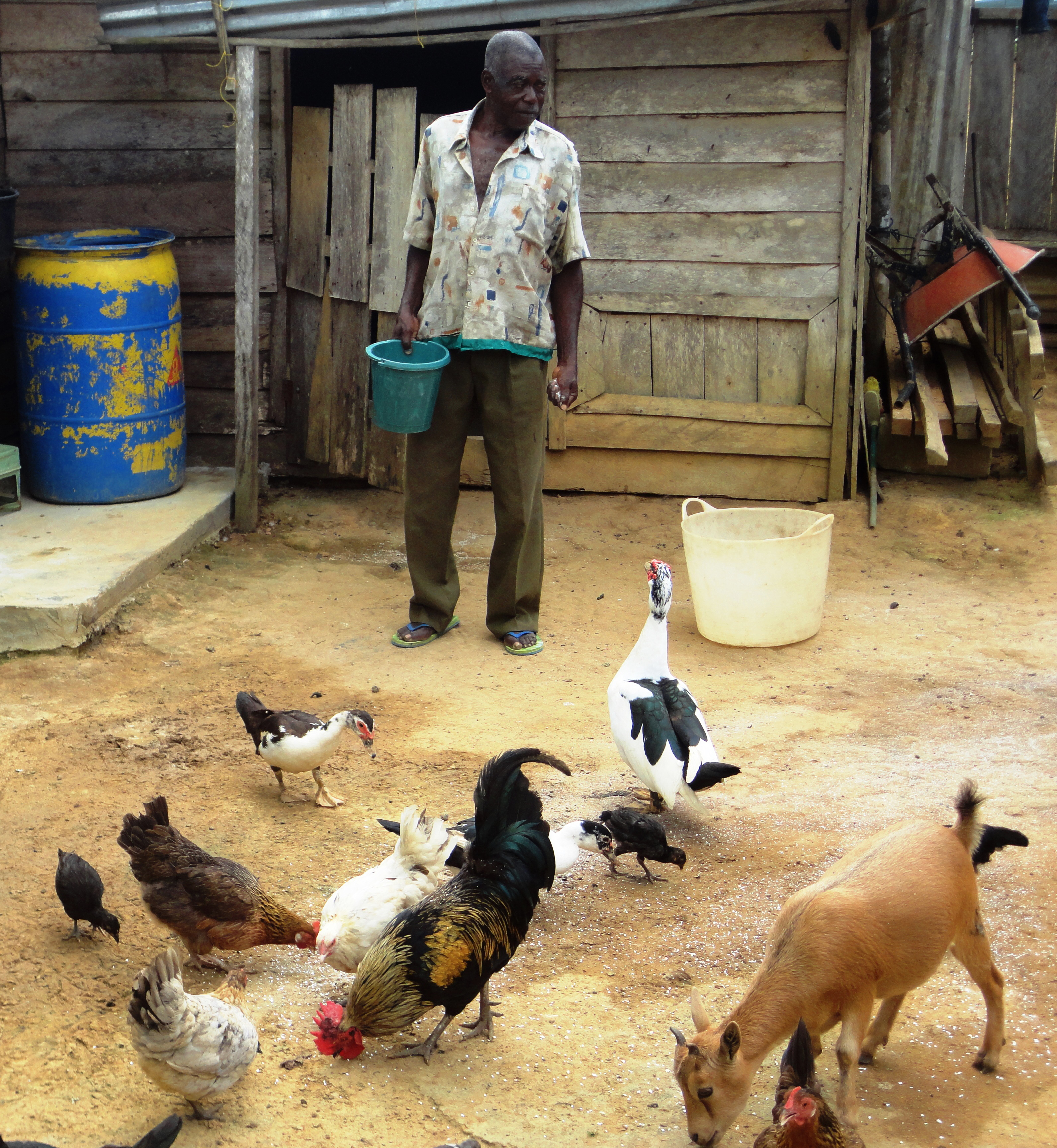
Granja en Guinea Ecuatorial
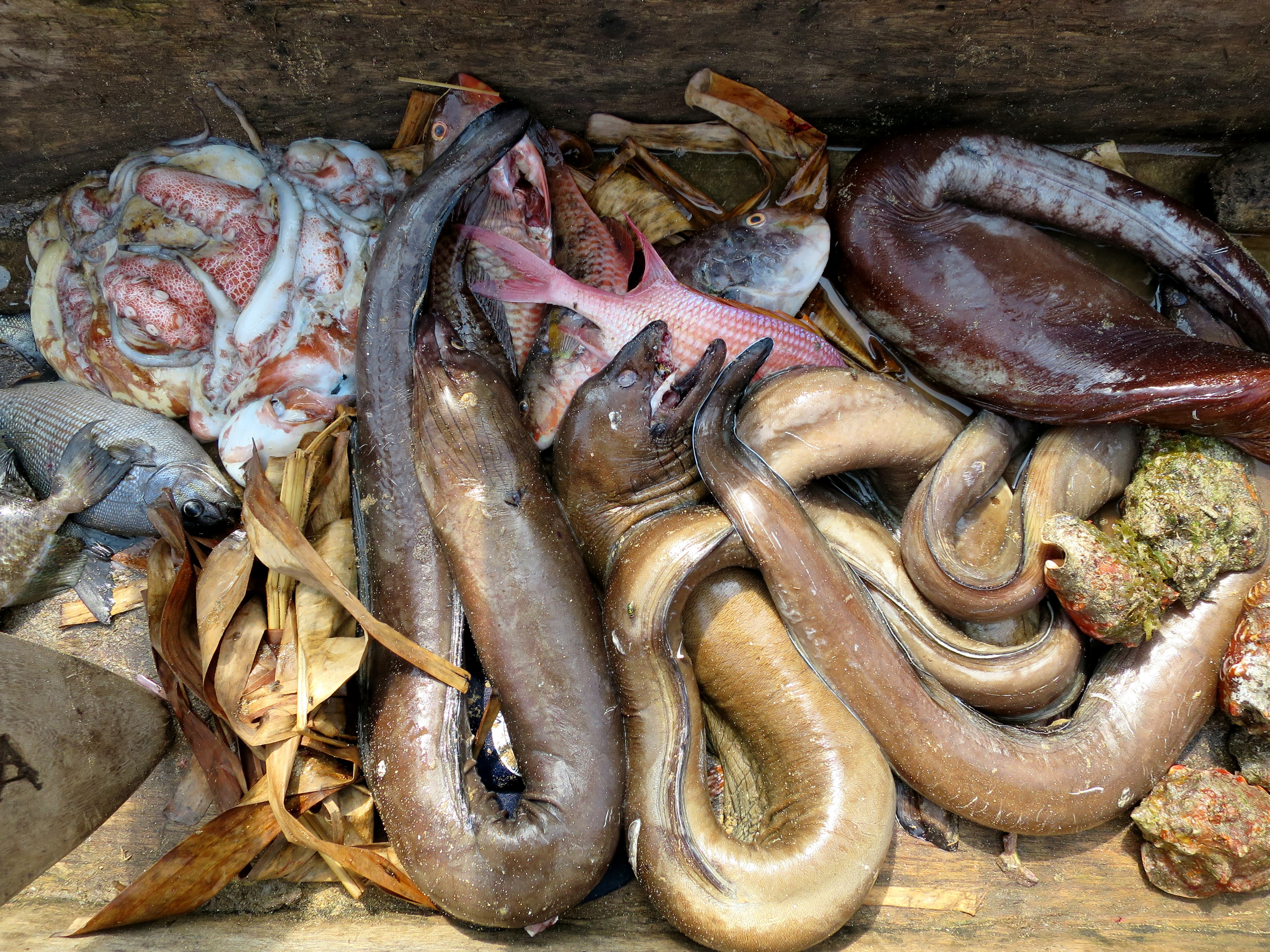
Surtido de productos del mar en Annobón
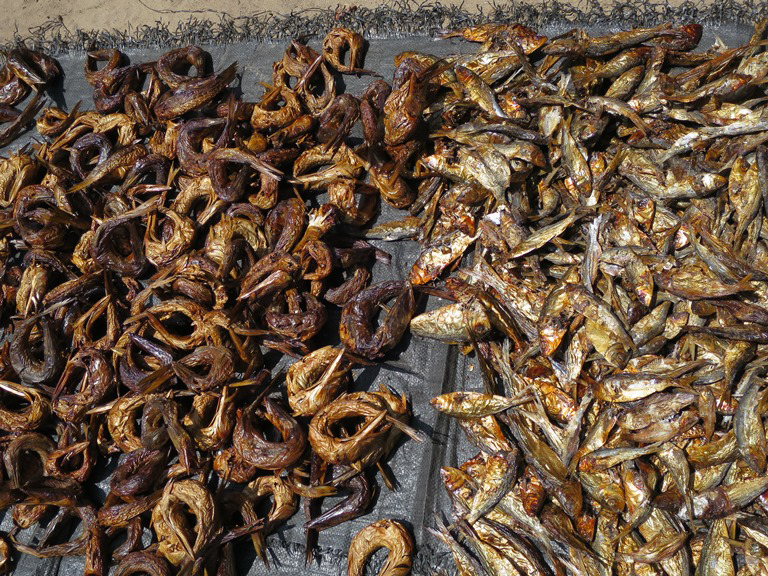
Pescado ahumado
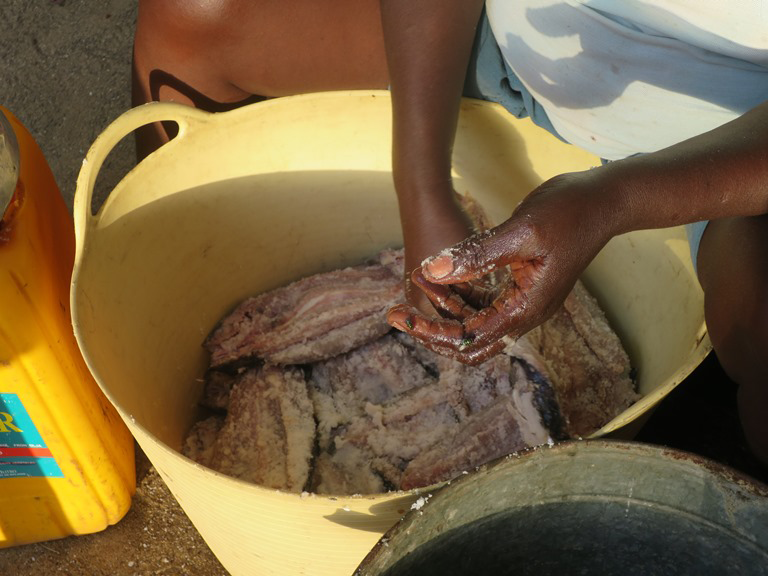
Pescado en salazón en San Antonio de Palé

### Especias y condimentos
El picante tiene mucha tradición en las cocinas de este país. La misma palabra «picante» se usa para referirse al fruto pungente de Capsicum, que se llama ‘ají’ o ‘chile’ en América y ‘guindilla’ en España. Se usa entero, troceado o bien molido. El jengibre es también común y se conoce como dyindya. 
La semilla del mango africano, llamada andok o ndoha, es un condimento que se recolecta para el consumo local, aunque cuando se dan buenas cosechas también se exportan. Este árbol deja caer sus frutos alrededor de enero, momento en el que las mujeres lo recogen, separan las semillas de las pulpas, las limpian y las dejan secar. Luego se tuestan y se machacan hasta que los granos sueltan su aceite y forman una pasta. Esta pasta se pone en una olla forrada con hojas de plátano, se aplasta y se cuece en el fuego hasta dos días después cuando queda seco y duro como una piedra. De esta manera se conserva por mucho tiempo y cuando se necesita se ralla un poco de la piedra. Esta preparación se llama «chocolate» y no tiene relación con el chocolate de cacao. 
De la palmera se cosecha el palmiste o dátiles de palma (ekang), llamado en otros países almendra de palma, se extrae un aceite espeso y rojizo. Estos granos tienen una parte externa roja y fibrosa la cual es rica en grasa, y el hueso negro y duro, que no es comestible. 
Del río se recogen los pequeños cangrejos del río, se dejan secar y se pulverizan para hacer un condimento conocido como crafís o grafís (del inglés crayfish), que se incluye en los guisos para aportar un sabor a marisco.  
Un condimento popular en Guinea Ecuatorial es el Maggi, saborizante comercial e ingrediente de muchos platos.

Especias y condimentos en Guinea Ecuatorial
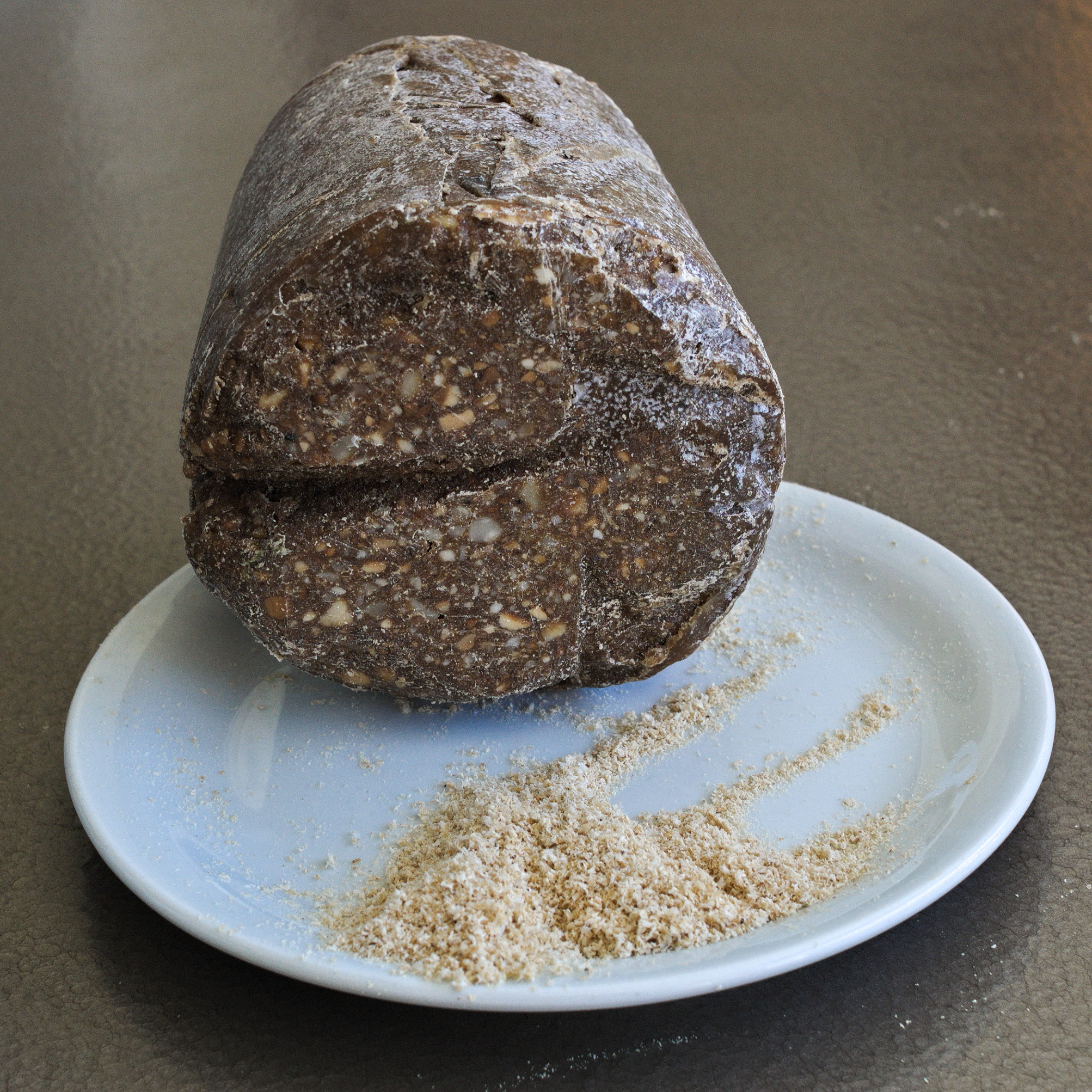
Modica («chocolate») en piedra
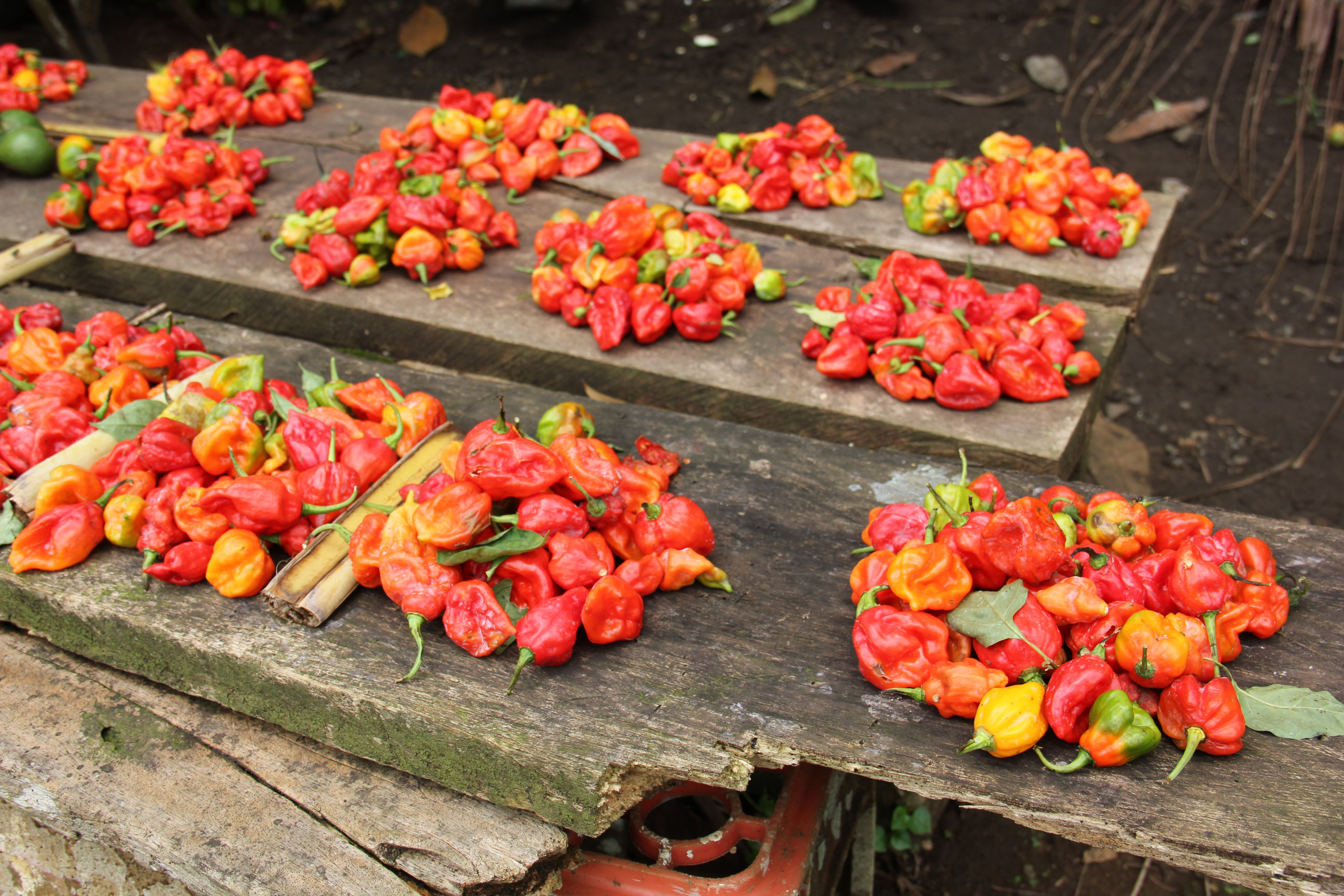
Picantes
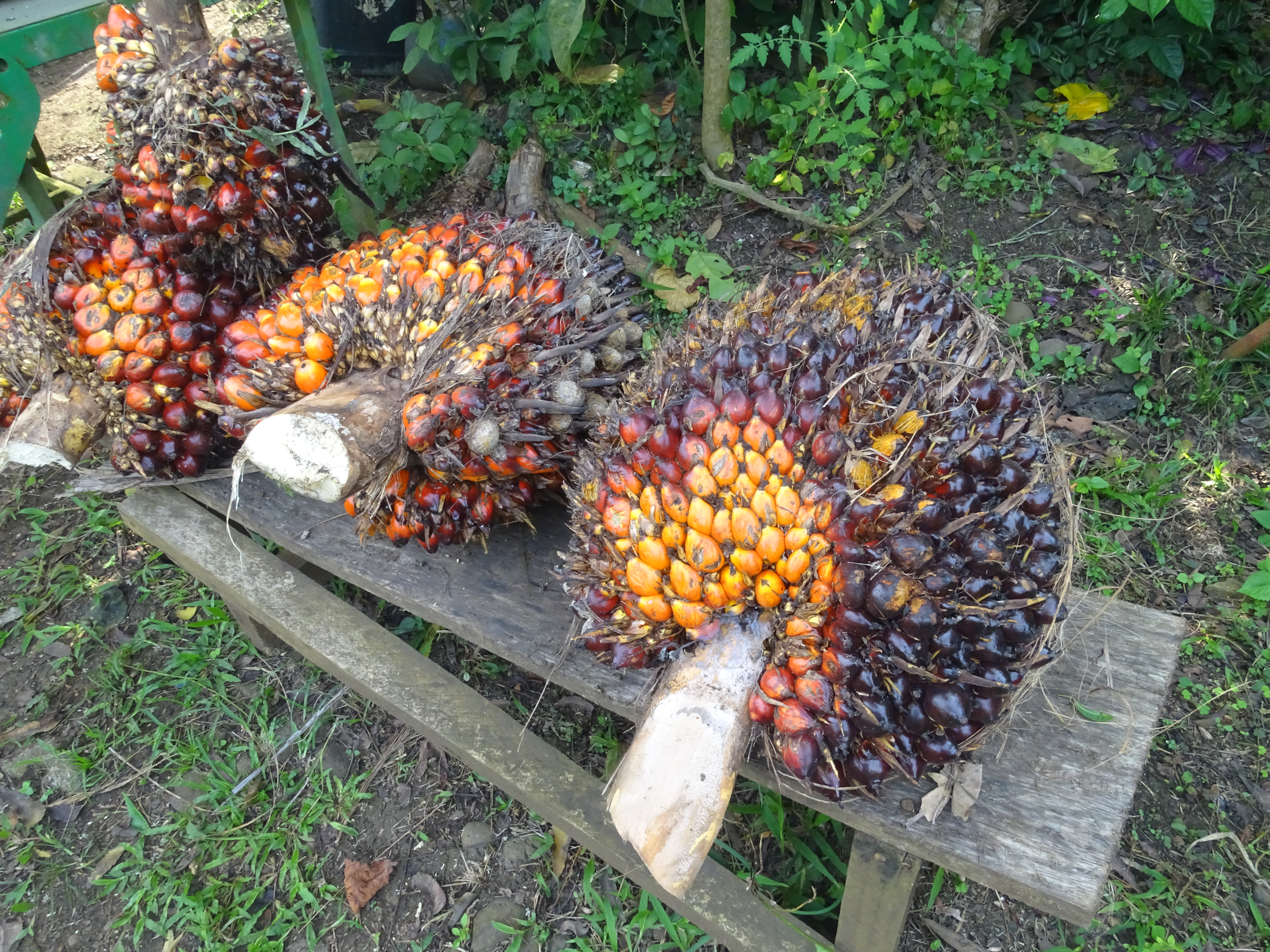
Dátiles de palma o palmiste, para hacer bambucha.
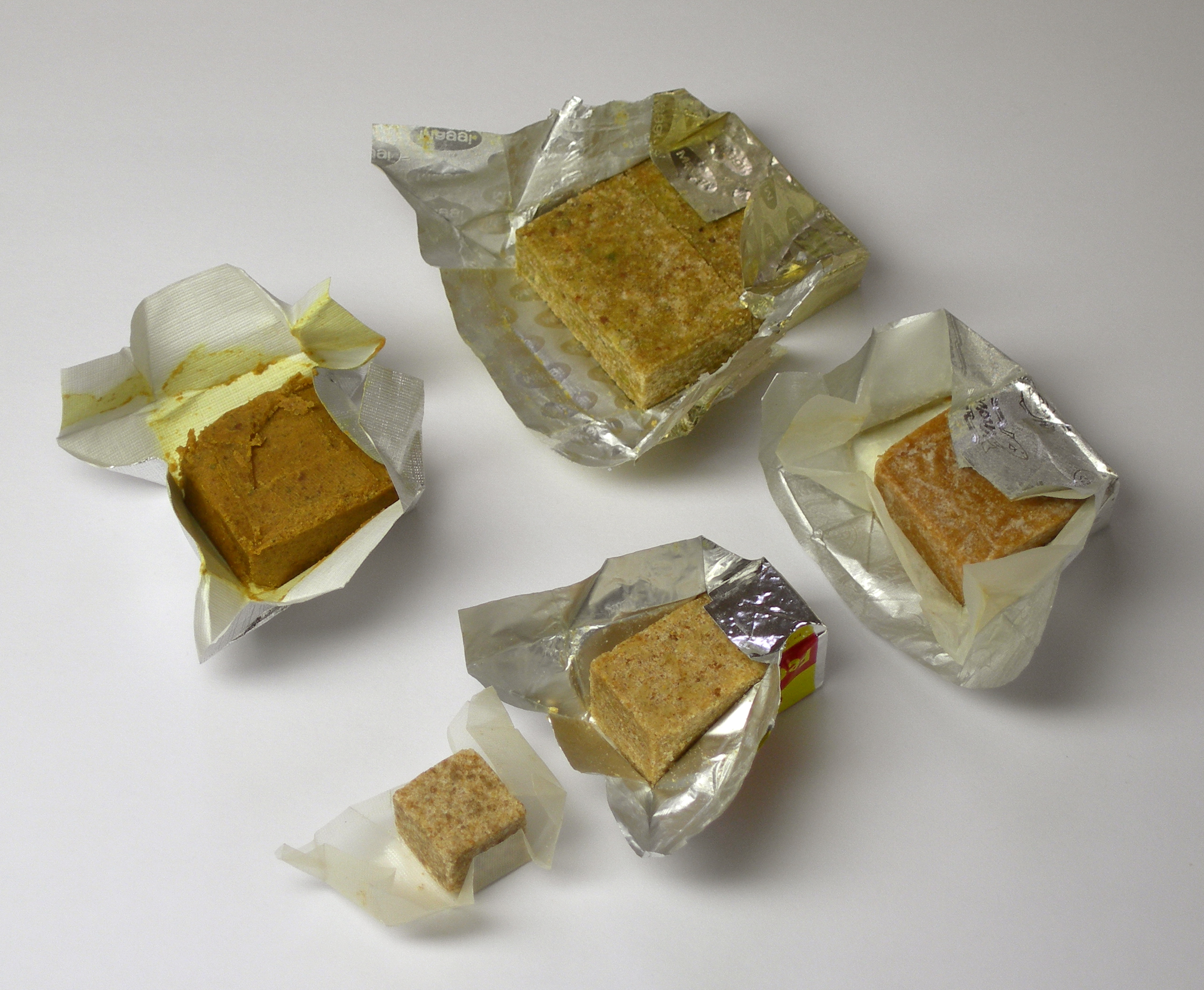
El cubo de caldo de Maggi es un condimento común

### Salsas
Las salsas en Guinea generalmente son salsas picantes y se preparan con todo tipo de vegetales: cacahuetes, tomate, modica o chocolate, ocros, ajíes, palmiste...etc. Se usan mayormente para cocinar, pero también para mojar. Las salsas hechas con cacahuetes son las más típicas, y con ellas se cocinan varios platos de carne.

## Platos

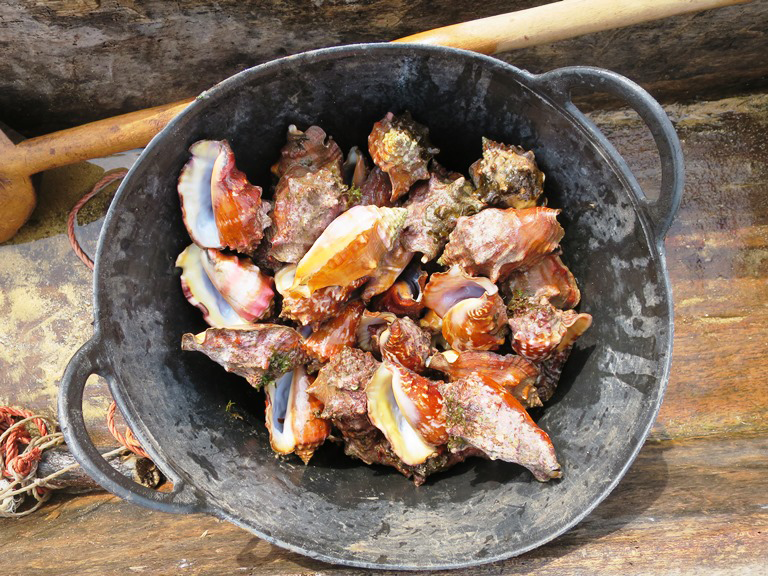
Caracoles bilolá en la playa de Lubá.

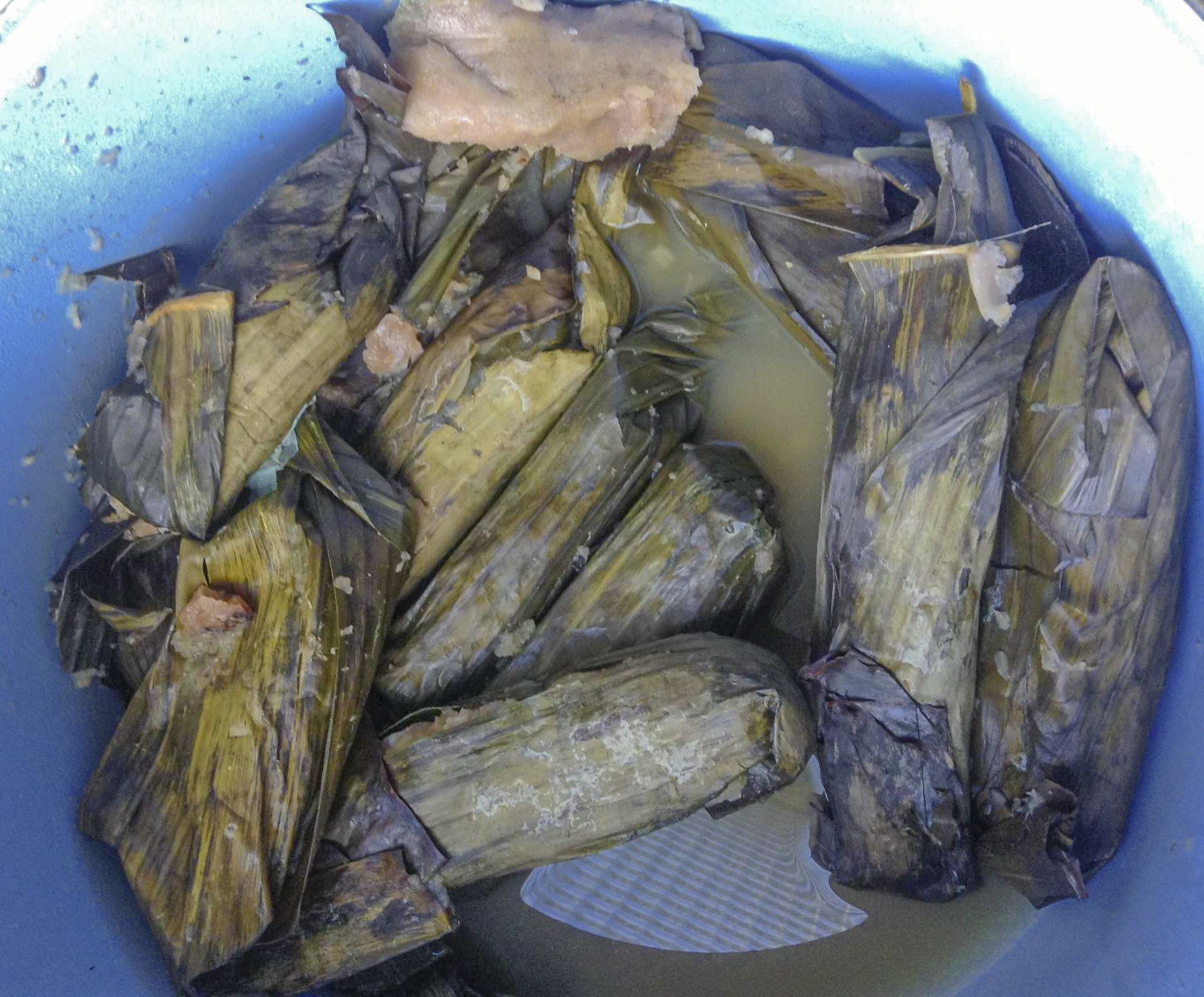
Envueltos.

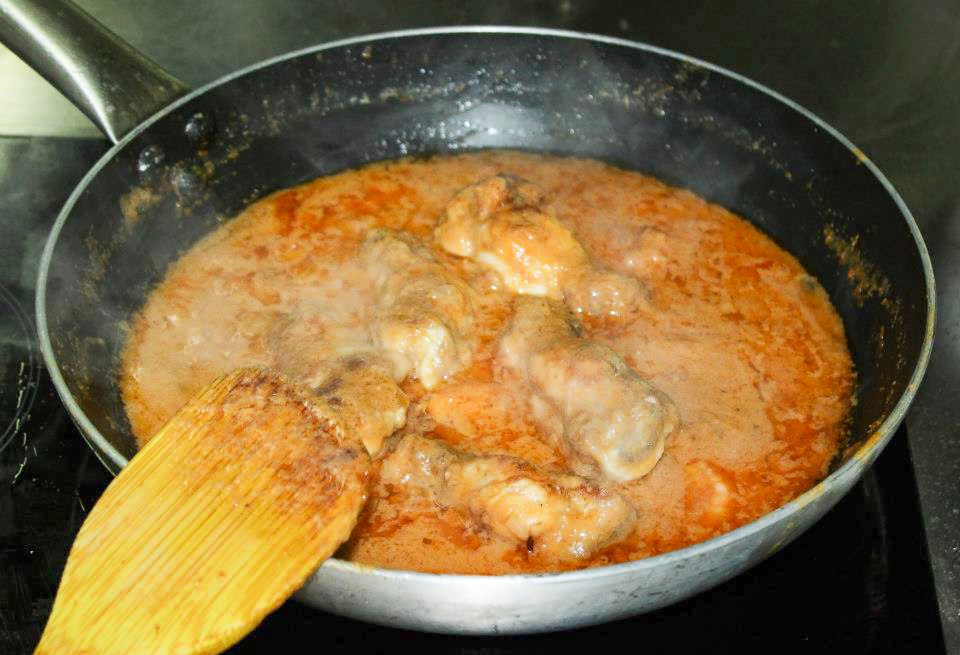
Salsa de cacahuete con pollo.

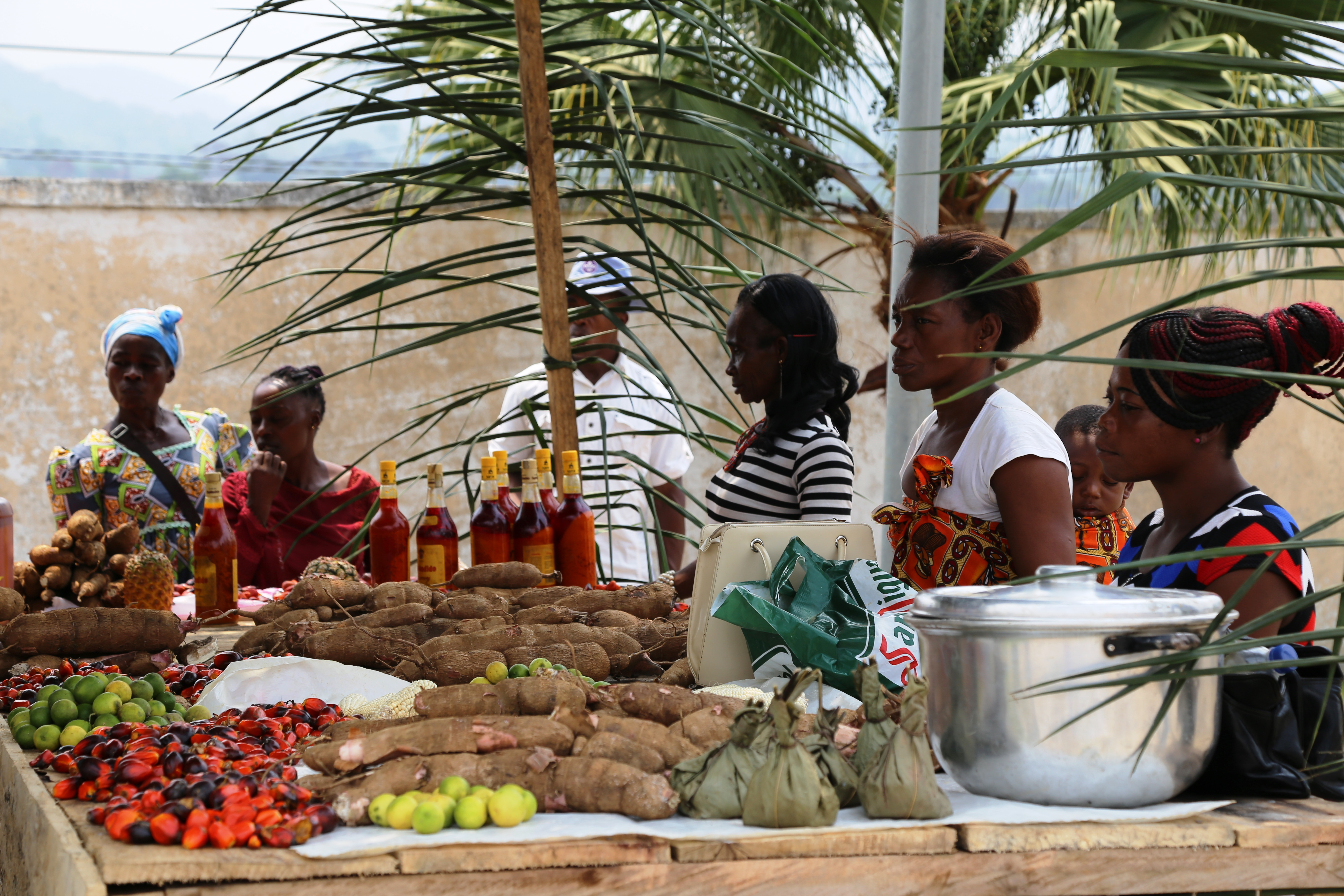
Mercado en Ebebiyín.

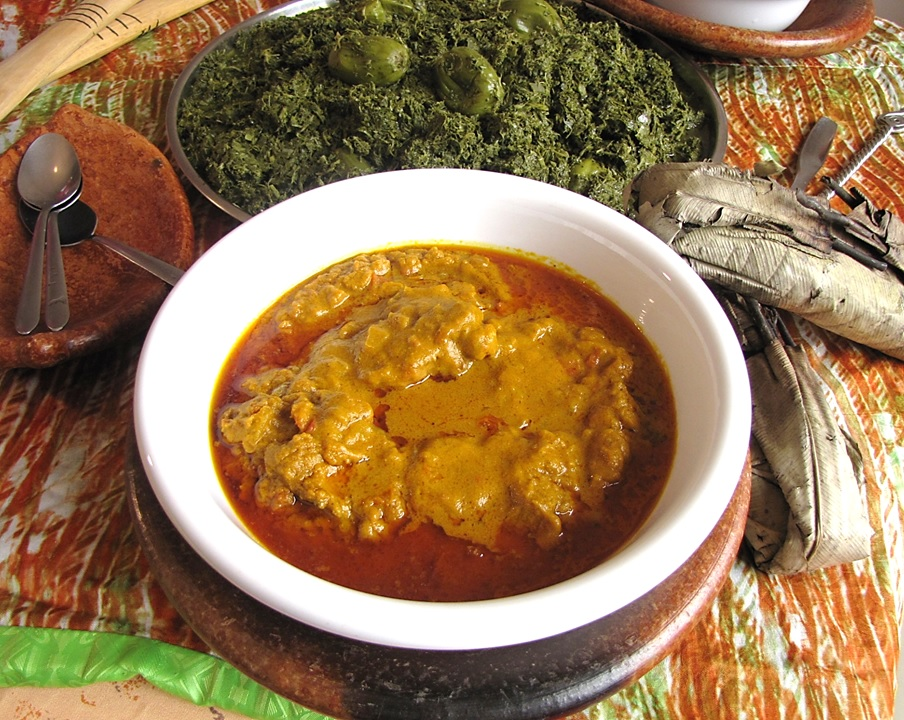
Pollo en salsa de modica, con bambucha al fondo.

- El abalá, típico en Malabo y Bata, es una masa de malanga, sal y aceite de palma envuelto en hojas de plátano.
- Las albóndigas de sardinas, que incluye picante, ajo y cebolla, se machacan las sardinas, se dan forman las albóndigas y se fríen. Luego se cuecen en una salsa de cebolla y pimiento triturados.[19]
- La bambucha, mendja en fang, originario de los fang pero extendido a muchas otras etnias, es un guiso típico a base de las hermosas hojas de la yuca y semillas de palmiste, también llamadas dátiles o almendras de palma. A veces se agrega malanga. Todo se cuece, se machaca en el mortero y se sazona. El resultado es una crema espesa, aunque también se puede presentar como bebida agregando más agua. También llamada sopa de palmiste.
- La bangasup o sopa de bangá, plato tradicional de toda África Occidental. La variante ecuatoguineana incluye carne, gambas ahumadas y pescado seco en una salsa de palmiste.[20]
- La bekoka, un pescado ahumado típico ndowé.[20]
- Los bilolás, unos caracoles de gran tamaño que se preparan en una salsa. También se conoce como elohola en bubi, ipongo en kombe y konongo en ndowé.
- El bitalif, nombre pichinglis (Pidgin English) para un guiso de carne o pescado con verduras, hojas de vernonia amarga (bitter leef en inglés, de ahí su nombre) y egusi –semillas de melón amargo–, aceite de palma y craifís. En Camerún es llamado ndolé, y en Nigeria la receta equivalente es llamada egusi soup.
- El bocaó o bocahó, un caldo de sisa o tolepá (parecido a las espinacas o acelgas) que es típico de la isla de Bioko. Frecuentemente incluye pescado, aceite de palma y sal. Se acompaña de malanga, plátano o bihémh (otro tubérculo).
- El boll-miná, literalmente ‘bolas de sardina’, que se cocinan con cebollas, espinacas, pimientos y berenjenas. También es típico de Camerún y Nigeria.[21]
- El calelú, es un plato introducido en Bioko desde la vecina isla portuguesa de São Tomé, y que incluye pollo, ocro, cebolla, tomate, hojas de musa, una ramita de pimienta, harina de trigo, pimienta negra machacada, exami (que es una especie de pimiento), manequé (otro fruto parecido) y aceite de palma. Equivalente americano: calalú.[22]
- El contrichop, popular en la isla de Bioko, lleva hojas de malanga cortadas finamente, sardina u otros pescados, carne de fritambo, ardilla, pollo o puercoespín, cebolla, picante, sal y aceite de palma. Tiene su origen en los fernandinos (cubanos, monrovianos, etc.).[22]
- El dongo-dongo es una sopa a base de ocro que se come con fufu de maíz o yuca.
- El dyomba, receta originalmente ndowé que consiste en pescado guisado en una salsa de modica tostada, cebolla y tomate picado, picantes y limón.
- Los envueltos o dyom, son hojas de banano o de otro árbol de hojas anchas que se rellenan de diversas verduras, carne o pescado. Las hojas se pasan ligeramente por el fuego primero para ablandarlas. Los envueltos se cuecen en olla con arena o entre las brasas evitando que las hojas se quemen.[23] Cada lugar y etnia tiene sus propios envueltos, creando una amplia variedad de recetas. El acompañamiento típico son plátanos, fufu o arroz. Algunos envueltos:
  - Djom-anuan, ‘envuelto de ave’
  - Djom-chit, ‘envuelto de carne’
  - Djom-fuas, ‘envuelto de larvas de palmera’
  - Djomba dya mbeyá, ‘envuelto de pescado’
  - Djomba dya ngondo, ‘envuelto de calabaza’ o anita blanca, envuelto de calabaza con pescado seco
  - Ebafono, envuelto fang de cacahuate y maíz molido, parecido al tamal americano.[21]
  - Nkoka owono, envuelto de yuca y cacahuete
  - Akuamí o nkot owono, envuelto de cacahuete
- El fufú, que se prepara con plátanos y/o yuca cocidos y triturados para hacer una masa. El ngüese es una preparación de los ndowés a base de yuca hervida, que sirve de acompañamiento a otros platos.
- Lomandoha, plato ndowé que incluye modica (‘chocolate’), tomate, hojas de malanga, picantes, sardinas u otro pescado.[21]
- El mendjim ondondo o salsa de pescado con picante, jengibre, tomate, cebolla, limón y perejil.[24]
- El ocrosup o sopa de ocro, una verdura de forma y color similar a una judía llamada en otros países bamia o quingombó. La sopa es picante y viscosa debido al ocro.
- La pambota, un guiso espeso elaborado a partir de palmistes cocidos y machacados. En él se guisan carnes o pescados, y suele incluir cebolla, ajo, pimientos picantes. Se acompaña con yuca.
- El pantap, otro plato de pescado con picante.
- El pepesup, que proviene del inglés pepper-soup, es decir, una sopa picante a base de pescado y plátano macho. Aunque menos común, también se hace pepesup con carne de caza. Suele incluir también cebolla, tomate o pimientos verdes, y se aromatiza con perejil, limón, ajo y algún ají africano picante, como el piri-piri. Se trata del plato más popular de Guinea Ecuatorial,[25] consumido por todas sus etnias,[13] y se consume generalmente los fines de semana por la mañana (se recomienda a las personas con resaca) en muchas cantinas que se reconocen por el característico el cartel que dice «Hay pepesup».[2][10]
- El pïxòj, pissoj o pishoj, es un pan de yuca típico de Annobón, acompañamiento de todas las comidas de la isla. La yuca es pelada, lavada, molida y exprimida. La receta original es el pishoj blanco o dañao, la más sencilla, y como derivados se encuentran el pishoj rojo, con aceite de palma agregado, y el pishoj de coco (pissoj jojondj), añadiendo coco rallado a la masa (fariña).[26] Esta fariña se cuece en una olla recubierta con hoja de banana.[27]
- La salsa de cacahuete (en otros países llamado «maní»), un plato muy popular en todo el país. Se recoge de la tierra y se muele, se mezcla con agua y en él se guisan pescados, o bien cabra, pollo... es común la gallina en salsa de cacahuate.  También incluye picante, tomate y cebolla,[19] y a veces okro/bitetam. Entre los fang es llamado sup-oguon (‘cacahuete’ es oguon).[21] Los bubis de Bioko adoptaron el plato por influencia combe.[22] Alternativamente se puede hacer con una crema de cacahuete comercial, y la receta puede recordar por similitud al encacahuatado mexicano.
- La salsa de modica o de chocolate, hecha a base de modica o chocolate (no confundir con el chocolate), que es un polvo hecho de semillas de mango africano (ndoha). Se vende en piedras y se ralla la modica. Con ella se prepara un guiso con carne o pescado, tomate, cebolla y ajo. Se acompaña con fufú (yuca hervida).
- La sopa de egusi, sopa de pipas o pepitas, echa a partir de egusi (pepitas de calabaza o melón), que se secan y se muelen. Es similar a un pipián americano. Suele incluir gambas o pollo, perejil, cebolla, tomate y caldo de pescado.[28]
- La sopa de betatamu, bitetam, okro, etc. llamado en España e Hispanoamérica como ocra o quingombó.
- Yeb’e, una sopa bubi de hojas de malanga, con sardinas y crayfís.

El acompañamiento de estas comidas suelen ser bolas de harina cocida de yuca, malanga o plátano. El pollo se puede servir en la salsa de cacahuete mencionada, o bien con crema con arroz o con plátanos hervidos. También se puede encontrar el pangolín con chocolate. El plátano frito es una preparación que se puede encontrar por todo el país, con el nombre de kelewele. La paella, la tortilla de patatas y el estofado son platos heredados del pasado colonial español que se puede encontrar sobre todo en las áreas urbanas como Malabo o Bata.

## Postres
Los postres después de la comida no son muy comunes, pero si existen algunos dulces típicos:
- El akwadu, considerado tanto postre como desayuno, es una sencilla receta de bananas cortadas en rodajas o mitades bañadas en mantequilla y asadas en el horno o a la parrilla hasta dorarse. También se suelen aromatizarse con jugo de naranja y limón, azúcar o miel y a veces canela. Se sirve con coco rallado por encima.[15][29]
- Los buñuelos, masa dulce frita, postre de influencia española.
- Los concodos, que son básicamente cacahuetes (maní) azucarados y caramelizados.
- Diversas frutas tropicales, mencionadas anteriormente, que se toman entre comidas, de postre, o se abren y se sirven cortadas a los invitados como aperitivo.[28]
- Macará o makará, un buñuelo o bolita frita de bananas maduras y machacadas, con harina, azúcar y levadura. Todo junto se amasa, se deja reposar una noche y se fríe en pequeñas bolitas.[30]

## Bebidas

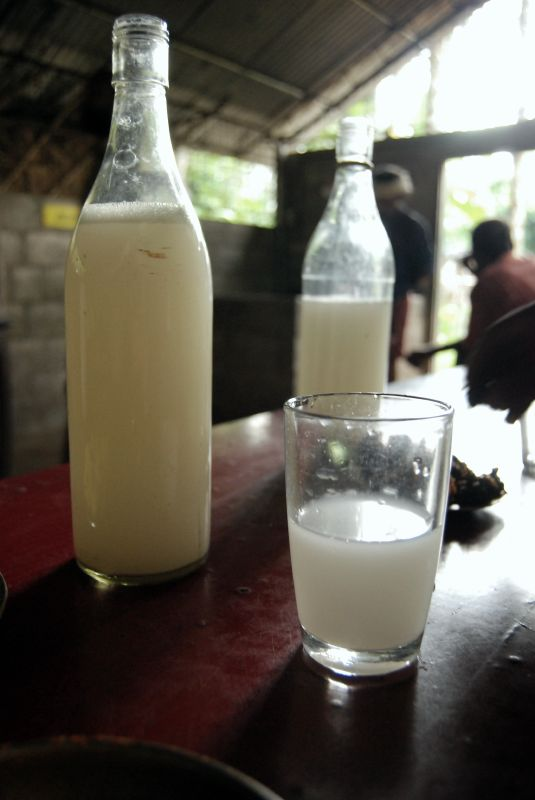
Vino de palma (topé).

- Betong, agua con azúcar. Cunú si lleva harina y limón.
- Varios tipos de cerveza, que se ha convertido en la bebida más popular en todo el país,[16] aunque no se produce ninguna a nivel nacional. Algunas marcas que se pueden encontrar en Guinea son San Miguel o Saigon.
- El ginger, una bebida de jengibre.[3]
- Los jugos de frutas tropicales.
- La malamba, bebida de caña de azúcar fermentada.
- El osang, un té africano, también llamado contriti.[31]
- El vino de palma o topé, una bebida alcohólica a base de la savia de varias especies de palmeras y palmas de coco que son producidas localmente.[32]
- El vino de uva, aunque no se produce sí es consumido, y a veces se lo conoce como nela.[18]